# Teehaus (Unternehmen)
Die Teehaus GmbH im sächsischen Radebeul (Meißner Straße 45) ist heute der zweitgrößte Produktionsstandort der Düsseldorfer Teekanne-Gruppe. Sie produziert pro Jahr über 1,7 Milliarden Doppelkammerteeaufgussbeutel. Davon sind ca. 70 % Kräuter- und Früchtetee, 20 % Schwarztee und 10 % Grüntee. Sie entstand nach dem Zweiten Weltkrieg aus der enteigneten Otto E. Weber GmbH durch Zusammenschluss mit dem ebenfalls enteigneten, von Dresden nach Radebeul verlagerten, Stammhaus der heutigen Teekanne GmbH.

## Geschichte

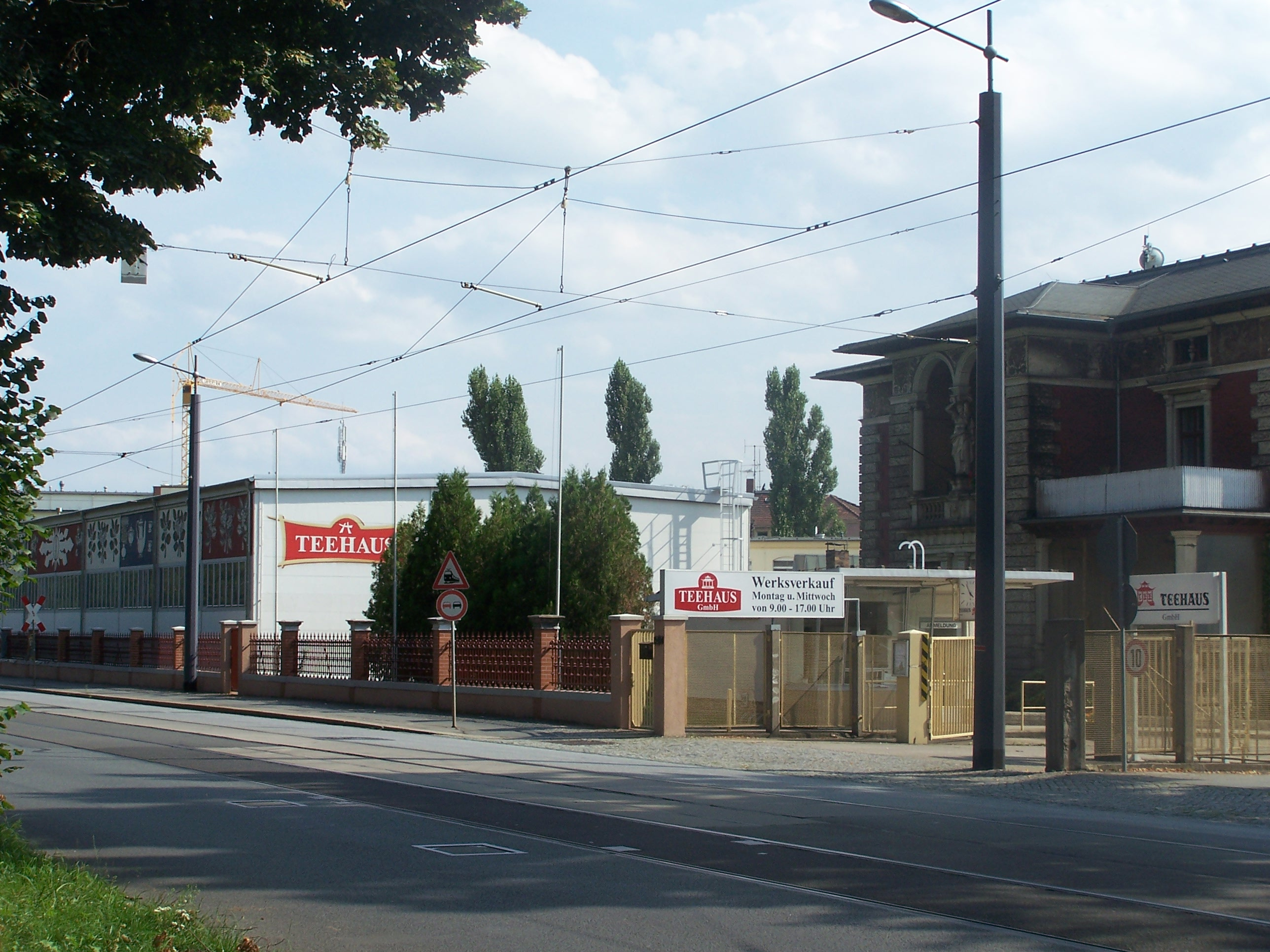
Werk von Teehaus in Radebeul, rechts das Teehaus, die Villa von Otto E. Weber

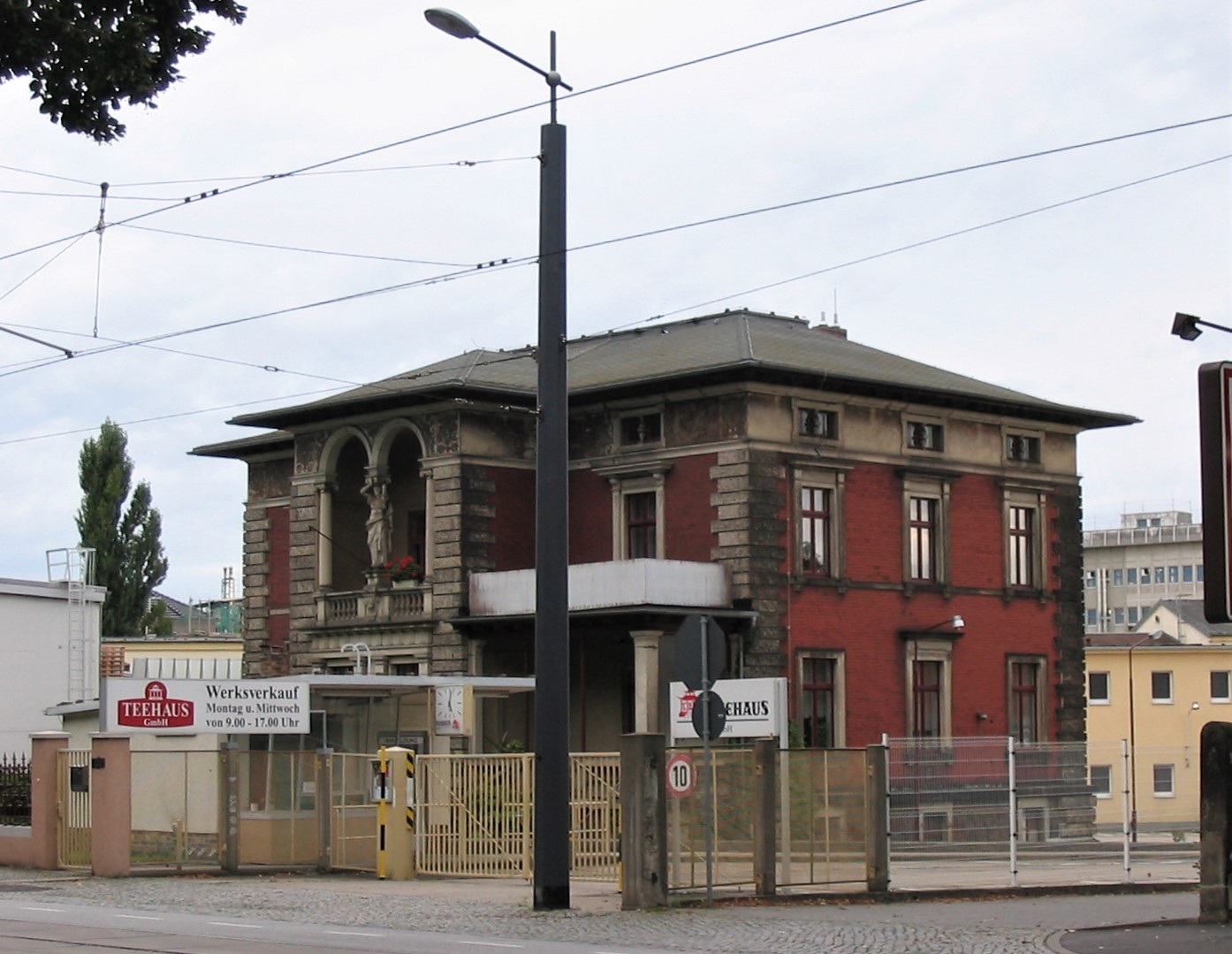
Im denkmalgeschützten Teehaus ist der Verwaltungssitz und zugleich der Werksverkauf

1882 wurde in Dresden unter dem Namen R. Seelig & Hille die spätere Teekanne GmbH gegründet. 1888 sicherte sich das Unternehmen den Namen „Teekanne“ – in damaliger Schreibung „Theekanne“ – als Schutzmarke. Während das Unternehmen nach der Enteignung 1946 von der Inhaberfamilie in Viersen und später in Düsseldorf weitergeführt wurde, verlagerte man das enteignete Stammhaus nach Radebeul auf das Firmengelände der Otto E. Weber GmbH.
1952 wurde die enteignete Otto E. Weber GmbH mit der benachbarten Tee-Fabrik zum VEB Kaffee-Weber - Teekanne vereinigt. Der später in VEB Kaffee und Tee Radebeul umbenannte Betrieb belieferte mit den ockerfarbenen Packungen der ab 1954 geschützten Marke Teehaus nicht nur die gesamte DDR, sondern auch die Niederlande. Der Markenname entstand aus der Übertragung des Häusernamens der Fabrikantenvilla Otto E. Webers, da dieser einmal wöchentlich für Freunde und Bekannte eine „Theegesellschaft“ in seiner Villa veranstaltete, wodurch sein gastliches Haus den Namen Teehaus erhielt.
Der Betrieb wurde mit der Wende privatisiert, 1990 von Teekanne mit Aufträgen unterstützt und ein Jahr später als Teehaus GmbH von Teekanne übernommen.
Seit 1994 ist die Marke Teehaus wieder auf dem Markt, erst nur in Sachsen, seit 1997 deutschlandweit.
Die straßenseitige Bemalung der Lagerhalle des VEB Kaffee und Tee geschah durch den Radebeuler Künstler Heinz Drache.